# Vườn quốc gia và bang Redwood
Vườn quốc gia và vườn bang Redwood là một tổ hợp gồm vườn quốc gia và vườn bang nằm dọc theo bờ biển phía Bắc của tiểu bang California, Hoa Kỳ. Nó bao gồm vườn quốc gia Redwood thành lập năm 1968 và các vườn bang Bờ biển Del Norte Redwood, Jedediah Smith, Prairie Creek (hình thành từ những năm 1920) kết hợp tạo thành vườn quốc gia và vườn bang Redwood có tổng diện tích 139.000 mẫu Anh (560 km2) của những khu rừng mưa ôn đới nguyên sinh. Các khu vực bảo vệ nằm hoàn toàn trong các Quận Humboldt và Del Norte, bảo vệ 45% diện tích còn lại của loài Sequoia sempervirens được biết đến là Hồng sam Bắc Mỹ hay Cù tùng (coast redwood) nguyên sinh vẫn đang sinh trưởng với tổng cộng 38.982 mẫu Anh (157,75 km2). Đây là loài cây cao nhất và là một trong số những cây lớn nhất trên Trái Đất. Ngoài các khu rừng hồng sam, vườn quốc gia này còn bảo tồn nhiều loài động thực vật bản địa, đồng cỏ thảo nguyên, di tích văn hóa, nhiều sông suối và khu vực bờ biển trải dài 37 dặm (60 km).
Vào năm 1850, những cây Hồng sam phát triển mạnh, bao phủ hơn 2.000.000 mẫu Anh (8.100 km2) khu vực bờ biển California. Khu vực phía Bắc lúc đó là nơi sinh sống của những người Mỹ bản địa thu hút nhiều thợ tìm vàng khi Cơn sốt vàng đưa họ đến đây. Sau khi những nỗ lực tìm vàng dần suy kiệt, những cây hồng sam khổng lồ trở thành mục tiêu khai thác của họ. Việc khai thác loài cây này sau đó bùng nổ ở San Francisco và nhiều nơi khác trên bờ biển phía Tây Hoa Kỳ. Sau nhiều thập kỷ khai thác không hạn chế, những nỗ lực nghiêm túc về việc bảo tồn mới bắt đầu. Những năm 1918, Liên đoàn Bảo vệ Hồng sam được thành lập và hoạt động suốt trong những năm 1920 để bảo tồn những khu rừng Hồng sam nguyên sinh cuối cùng còn sót lại. Điều này đã dẫn đến việc hình thành các vườn bang Prairie Creek, Del Norte và Jedediah Smith. Mãi đến năm 1968, khi vườn quốc gia Redwood được thành lập thì 90% diện tích rừng Hồng sam đã biến mất. Cục Công viên Quốc gia Hoa Kỳ (NPS) và Sở Công viên và Giải trí California (CDPR) kết hợp Vườn quốc gia và ba vườn bang vào năm 1994 để hợp tác quản lý bền vững, hiệu quả trên cơ sở một khu bảo tồn đồng nhất.
Hệ sinh thái của vườn quốc gia và vườn bang Redwood bảo tồn một số loài bị đe dọa bao gồm Cá bống phương Bắc (Eucyclogobius newberryi), Cá hồi Chinook, Cú lông đốm phương Bắc (Strix occidentalis caurina), Sư tử biển Steller. Nhờ hệ sinh thái và lịch sử văn hóa hiếm có của nó, UNESCO đã công nhận Redwood là một Di sản thế giới vào ngày 5 tháng 9 năm 1980, một phần của Khu dữ trữ sinh quyển thế giới Phạm vi Bờ biển California được công nhận vào ngày 30 tháng 6 năm 1983.

## Lịch sử
Các dân tộc bản địa ngày nay như Yurok, Tolowa, Karok, Chilula và Wiyot đều có mối liên hệ lịch sử với khu vực này, và một số những người Mỹ bản địa vẫn còn sinh sống tại vườn quốc gia cho đến tận ngày nay. Nghiên cứu khảo cổ cho thấy, họ đã đến khu vực này cách đây 3.000 năm. Một cuộc điều tra dân số năm 1852 đã xác định rằng, những người Yurok là đông nhất với 55 ngôi làng và dân số ước tính là 2.500 người. Họ sử dụng nguồn gỗ Hồng sam dồi dào với việc dễ dàng cắt xẻ thành các tấm ván để làm vật liệu xây dựng nhà cửa, tàu thuyền. Để xây nhà, các tấm ván gỗ được dựng sát vào nhau trên một đường rãnh nhỏ, bên trên được buộc bằng da thuộc và được giữ bởi các thanh dầm mái đỡ. Các tấm ván của cây hồng sam tạo thành một mái có độ dốc thoải.
Trước khi Jedediah Smith tới đây vào năm 1828, không có nhà thám hiểm nào gốc châu Âu được biết đến là đã điều tra khu vực nội địa sâu trong bờ biển một cách kỹ lưỡng và lập tức. Việc phát hiện ra vàng dọc theo sông Trinity vào năm 1850 đã dẫn đến một cơn sốt vàng nhỏ ở California. Điều này đưa các thợ mỏ tới khu vực và nhiều người ở lại tại khu vực bờ biển sau khi thất bại trong việc làm giàu tại đây. Điều này nhanh chóng dẫn đến xung đột trong đó có cả xung đột với người bản xứ vốn đã căng thẳng và nhiều cuộc tàn sát đã diễn ra. Đến năm 1895, chỉ còn lại một phần ba người Yurok trong một số làng. Và vào năm 1919, hầu như tất cả các thành viên của bộ lạc Chilula đã chết hoặc bị đồng hóa với các bộ tộc khác. Các thợ mỏ bắt đầu khai thác gỗ Hồng sam sử dụng cho việc xây dựng khi cơn sốt tìm vàng kết thúc, một số người sau đó đã quay trở lại để khai thác gỗ, đốn hạ những cây Hồng sam khổng lồ. Ban đầu có hơn 2.000.000 mẫu Anh (8.100 km2) khu vực bờ biển California và Tây nam Oregon được bao phủ bởi rừng Hồng sam, nhưng đến năm 1910 khi diện tích bị suy giảm nhanh chóng đến mức báo động thì các nhà bảo tồn mới bắt đầu tìm cách bảo tồn diện tích còn lại. Năm 1911, Nghị sĩ California của Hạ viện Hoa Kỳ là John E. Raker trở thành chính trị gia đầu tiên đưa ra ý kiến về việc thành lập một vườn quốc gia để bảo vệ các cây Hồng sam. Tuy nhiên, không có thêm hành động nào được Quốc hội thực hiện tại thời điểm đó.
Việc bảo tồn Hồng sam ở California được ghi nhận với những đóng góp quan trọng nhất của Câu lạc bộ Boone và Crockett. Sau đó Liên đoàn Giải cứu Hồng sam được thành lập vào năm 1918 bởi các thành viên của Boone và Crockett là Madison Grant, John C. Merriam, Henry Fairfield Osborn và sau đó là Frederick Russell Burnham. Việc mua lại các khu đất ban đầu được thực hiện bởi thành viên câu lạc bộ là Stephen Mather và William Kent. Năm 1921, thành viên của Boone và Crockett là John C. Phillips đã quyên góp 32.000 đôla để mua đất để thành lập Đài tưởng niệm Raynal Bolling trong Vườn bang Humboldt Redwood. Điều này được coi là kịp thời khi tuyến đường 101 đang xây dựng lúc đó dự định đi qua đây đã không làm hư hại các cây Hồng sam khu vực này. Sử dụng nguồn vốn phù hợp do quận Humboldt cung cấp ban đầu và sau đó là từ tiểu bang California, Liên đoàn Giải cứu Hồng sam đã quản lý và sử dụng nhằm bảo vệ các khu vực tập trung nhiều cây và một số khu rừng có chứa các cây trong những năm 1920. Khi California thành lập một hệ thống các vườn bang bắt đầu vào năm 1927, ba khu vực Hồng sam được bảo tồn đã trở thành các vườn bang Prairie Creek Redwood, Bờ biển Del Norte Redwood và Jedediah Smith Redwood. Vườn bang Humboldt Redwood là vườn bang thứ tư và cũng là vườn bang bảo tồn Hồng sam lớn nhất nhưng lại không nằm trong hệ thống Vườn quốc gia và bang Redwood. Do nhu cầu cao về gỗ trong Chiến tranh thế giới thứ hai và sự bùng nổ của công cuộc xây dựng sau đó vào những năm 1950, việc hình thành một vườn quốc gia đã bị trì hoãn. Những nỗ lực của Liên đoàn Giải cứu Hồng sam, tổ chức môi trường Sierra Club, và Hội Địa lý Quốc gia để thành lập một vườn quốc gia bắt đầu vào đầu những năm 1960. Sau khi vận động hành lang Quốc hội một cách mạnh mẽ, dự luật thành lập Vườn quốc gia Redwood được ký bởi tổng thống Lyndon B. Johnson vào ngày 2 tháng 10 năm 1968. Liên đoàn Giải cứu Hồng sam và các đơn vị tổ chức khác đã mua 100.000 mẫu Anh (400 km2) để sáp nhập vào các vườn bang hiện có. Tiếp sau đó là 48.000 mẫu Anh (190 km2) được mở rộng thêm vào vườn quốc gia Redwood vào năm 1978. Tuy nhiên, chỉ còn một phần năm diện tích rừng Hồng sam nguyên sinh ban đầu là còn sót lại. Việc mở rộng này bảo vệ dọc lưu vực của Redwood Creek trước những tác động nguy hại của hoạt động khai thác gỗ bên ngoài vườn quốc gia. Đến năm 1994, vườn quốc gia và các vườn bang đã kết hợp trở thành vườn quốc gia và vườn bang Redwood.
Vườn quốc gia và bang Redwood sau đó được công nhận là một Di sản thế giới vào ngày 5 tháng 9 năm 1980. Ủy ban đã ghi nhận 50 địa điểm khảo cổ thời tiền sử có lịch sử lên đến 4.500 năm. Nó cũng được trích dẫn những nghiên cứu đang diễn ra trong vườn quốc gia được thực hiện bởi các nhà nghiên cứu của Đại học bang Humboldt. Vườn quốc gia là một phần của khu vực tự nhiên rộng lớn hơn Phạm vi Bờ biển California được công nhận là Khu dự trữ sinh quyển thế giới vào ngày 30 tháng 6 năm 1983. Nó được giám sát bởi Hệ thống Bảo tồn tự nhiên Đại học California.
Vườn quốc gia đã phục vụ như là một phim trường cho nhiều bộ phim. Cảnh quan trên khu rừng mặt trăng Endor trong Chiến tranh giữa các vì sao: Tập VI – Sự trở lại của Jedi được quay tại Tall Trees Redwood Grove, phía bắc của quận Humboldt, mặc dù phần lớn cảnh quay của bộ phim được thực hiện tại các khu rừng gần thị trấn Smith River, California. Hay là cảnh trong phim Thế giới bị mất: Công viên kỷ Jura và Outbreak được quay gần Vườn bang Prairie Creek Redwood và vườn bang Patrick's Point.

## Quản lý

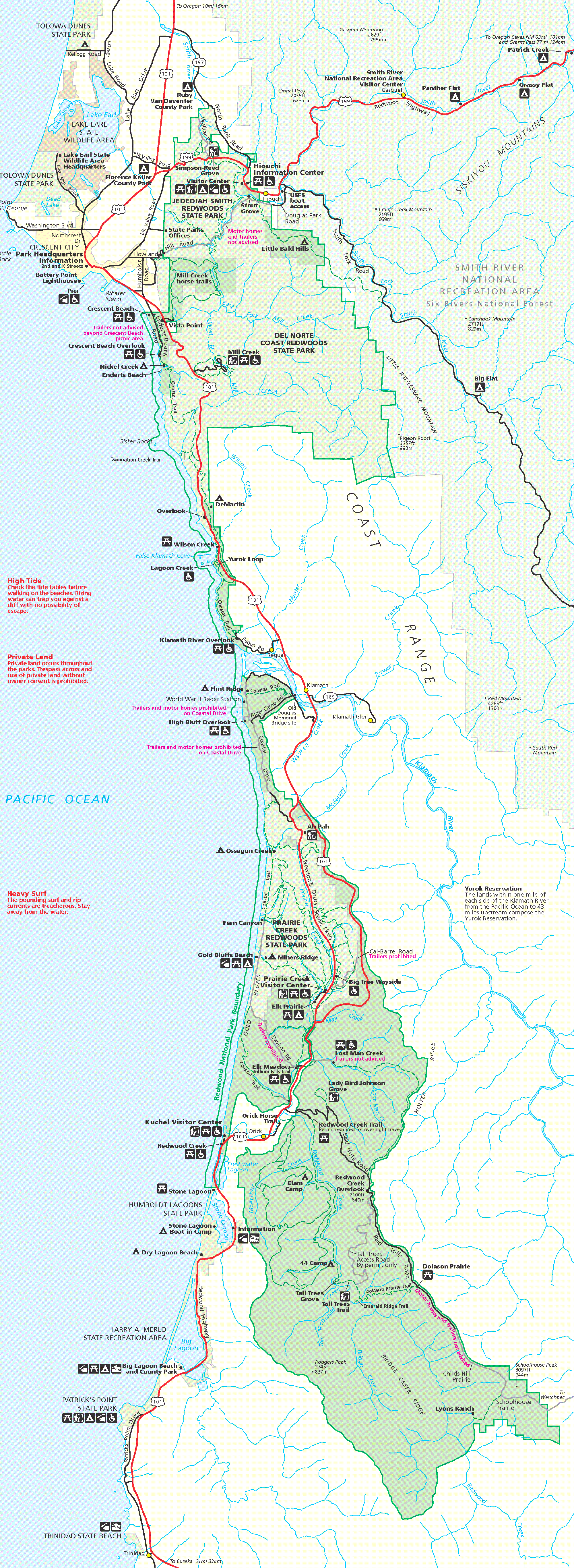
Bản đồ minh họa các đặc điểm và ranh giới của Vườn quốc gia và bang Redwood.

Trụ sở của vườn quốc gia nằm tại Crescent, California, với văn phòng dịch vụ khách hàng đặt tại Arcata và một trung tâm hoạt động tại Orick. Tuy nhiên, việc thiếu vốn đã ngăn cản những cải tiến lớn. Nhiều công ty lâm nghiệp đã trồng lại diện tích rừng bị khai thác trước đó với nhiều loài cây không phải là cây bản địa. Các khu vực bờ biển bao gồm các cồn cát và đồng cỏ ven biển đã bị xâm lấn bởi các loài ngoại lai, một phần do những vụ cháy rừng xảy ra cho đến những năm 1980. Kế hoạch phòng ngừa hỏa hoạn cho phép thực hiện các đám cháy được kiểm soát như là một phương pháp để trả lại đất của vườn quốc gia về trạng thái ban đầu của nó. Kể từ khi các cây Hồng sam bị khai thác, một số khu vực không thể tiếp cận đến cũng đã bị xâm nhập đến,dẫn đến việc nhiều khu rừng già nguyên sinh lớn bị cô lập với nhau, đôi khi cách nhau nhiều dặm. Trong trường hợp này, sẽ cần phải mất nhiều thập kỷ để cho những khu rừng già có thể phát triển trở lại, bất kể có phải mất bao nhiêu tiền đi chăng nữa để phục hồi hệ sinh thái.
Vườn quốc gia đã chuyển đổi một số con đường khai thác gỗ trước đây thành những con đường tham quan sinh thái tuyệt đẹp. Những con đường này không đáp ứng được các tiêu chuẩn an toàn hiện hành, nhưng việc xin hỗ trợ để cải thiện chúng hiện nay là không sẵn có. Cấu trúc của vườn quốc gia cũng như khu trung tâm du khách và nhà ở của nhân viên cũng cần nâng cấp để đáp ứng nhu cầu ngày càng tăng. Nhân viên của vườn quốc gia có nhiệm vụ thực hiện các cuộc điều tra chất lượng không khí và nước, theo dõi các loài có nguy cơ tuyệt chủng và bị đe doạ, phối hợp chặt chẽ với Tượng đài Quốc gia Bờ biển California, một khu vực được quản lý bởi Cục Quản lý Đất đai Hoa Kỳ. Năm 2005, vườn quốc gia mở rộng thêm một khu vực có diện tích 25.000 mẫu Anh (100 km2) của lưu vực Mill Creek.

## Tự nhiên

### Thực vật
Vườn quốc gia và vườn bang Redwood là một khu vực được bảo vệ quan trọng nhất của khu vực sinh thái Rừng ven biển Bắc California. Người ta ước tính có khoảng 2.000.000 mẫu Anh (8.100 km2) diện tích được bao phủ bởi các rừng Hồng sam cổ thụ ở khu vực bờ biển phía bắc California. Đã có 96% diện tích bị khai thác, và gần một nửa diện tích còn lại (chiếm 45%) được bảo vệ trong Vườn quốc gia và bang Redwood. Tổng diện tích của vườn quốc gia và vườn bang là 38.982 mẫu Anh (157,75 km2), trong đó vườn quốc gia là 19.640 mẫu Anh (79,5 km2) và các vườn bang là 19.342 mẫu Anh (78,27 km2). Những cây Hồng sam đã sinh trưởng tại khu vực bờ biển phía bắc California trong ít nhất 20 triệu năm và có liên quan đến nhiều loài cây đã từng tồn tại cách đây 160 triệu năm.
Phạm vi ban đầu của Hồng sam trải dài từ bờ biển phía bắc California cho đến cho đến khu vực bờ biển phía nam Oregon. Loài cây này có liên quan chặt chẽ với loài Cự sam khổng lồ sống ở trung tâm California và xa hơn nữa là những cây Thủy tùng vốn là thực vật bản địa ở Tứ Xuyên-Hồ Bắc của Trung Quốc. Những cây Hồng sam ven biển là loài cây cao nhất trên hành tinh. Tính đến tháng 9 năm 2006, cây cao nhất vườn quốc gia và cũng là cao nhất thế giới là cây Hyperion với 379,1 foot (115,5 m), tiếp theo là các cây Helios và Icarus đạt lần lượt 376,3 foot (114,7 m) and 371,2 foot (113,1 m).
Trước tháng 9 năm 2006, cây được biết đến cao nhất thế giới là Stratosphere Giant cao 370 foot (110 m) được phát hiện vào tháng 7 năm 2000 tại Vườn bang Humboldt Redwood. Trong nhiều năm, một cây Hồng sam khác được gọi đơn giản là Tall Tree nằm trong Vườn bang Prairie Creek Redwood đo được chiều cao là 367,8 foot (112,1 m) nhưng 10 foot (3,0 m) trên cùng được báo cáo là đã bị chết trong những năm 1990. Một cây khác được phát hiện vào năm 1991 đạt 372,04 foot (113,40 m). Chỉ có những cây Sequoia khổng lồ mới có khối lượng lớn hơn. Cây Hồng sam lớn nhất về thể tích là Lost Monarch đạt 42.500 ft khối (1.205 m³) nằm trong vườn bang Jedediah Smith Redwood. Những cây Hồng sam ven biển này có tuổi đời trung bình từ 500-700 năm và một số được ghi nhận có tuổi đời lên tới 2.000 năm, khiến chúng là một trong số những loài thực vật thọ nhất trên thế giới. Chúng có khả năng kháng bệnh cao, do lớp vỏ bảo vệ dày và hàm lượng tanin cao. Hồng sam ưa thích khu vực địa hình sườn dốc, hơi vào sâu trong đất liền và gần nguồn nước như sông suối.
Cây Hồng sam phát triển các nhánh khổng lồ từ nguồn hữu cơ tích tụ từ sâu dưới đất và có thể nâng đỡ các cành cây có kích thước lớn phát triển thường thấy ở độ cao 150 feet (46 mét). Gần đây, các nhà khoa học đã khám phá ra rằng, những cây này cũng phát triển trên điều hiện mặt đất bằng phẳng. Thảm đất cung cấp môi trường sống động vật không xương sống, động vật thân mềm, giun đất và lưỡng cư có đuôi. Trong mùa khô hạn, một số ngọn cây chết đi, nhưng cây không chết hoàn toàn. Thay vào đó, hồng sam đã phát triển các cơ chế để tái sinh thân cây mới từ các nhánh khác. Những thân phụ này cũng phát triển hệ thống rễ trong đất tích lũy dưỡng chất và nước. Điều này giúp nước được chuyển đến những nơi cao nhất của cây. Sương mù tại các khu rừng ven biển cũng cung cấp tới một phần ba nhu cầu nước hàng năm của hồng sam.
Một số loài cây cao lớn khác cũng thường được thấy tại các khu rừng của Redwood là Linh sam Douglas duyên hải cao đến 300 foot (91 m). Vân sam Sitka được thấy nhiều dọc theo bờ biển và là loài thích nghi với không khí mặn từ biển tốt hơn so với các loài khác. Một số loài phổ biến khác bao gồm Thạch nam Thái Bình Dương, Phong Oregon, Nguyệt quế California và Tổng quán sủi đỏ. Việt quất, Quả mâm xôi và Ngấy là những cây bụi thấp cung cấp nguồn thức ăn cho nhiều loài động vật. Đỗ quyên California (Azalea) là loài hoa bụi phổ biến trong vườn quốc gia, đặc biệt là tại các khu rừng già. Dương xỉ mọc rất nhiều, đặc biệt là gần các sông suối, khu vực ẩm ướt. Fern Canyon là một hẻm núi nổi tiếng trong vườn bang Prairie Creek Redwood có độ sâu từ 30 đến 50 foot (9,1 đến 15,2 m) với những "bức tường" được bao phủ hoàn toàn bởi dương xỉ.

### Động vật
Hệ sinh thái của vườn quốc gia và vườn bang Redwood bảo tồn một số loài động vật quý hiếm. Nhiều hệ sinh thái có mặt bao gồm bờ biển, sông, đồng cỏ, và các khu rừng dày đặc. Loài Cá bống trắng phương Bắc (Eucyclogobius newberryi) bị đe dọa sống gần bờ biển Thái Bình Dương. Loài quốc điểu của Hoa Kỳ là Đại bàng đầu trắng thường sinh sống gần các khu vực mặt nước để săn mồi cũng là loài bị liệt vào danh sách có nguy cơ tuyệt chủng của bang California. Một số loài bị đe dọa khác bao gồm Cá hồi Chinook (Oncorhynchus tshawytscha), Cú lông đốm phương Bắc (Strix occidentalis caurina), Sư tử biển Steller (Eumetopias jubatus).
Hơn 40 loài động vật có vú được ghi nhận tại vườn quốc gia bao gồm Gấu đen Bắc Mỹ, Sói đồng cỏ, Báo sư tử Bắc Mỹ, Linh miêu đuôi cộc, Hải ly Bắc Mỹ, Rái cá sông Bắc Mỹ, Hươu đuôi đen, Nai sừng xám. Ngoài bờ biển và trên các đảo đá nhỏ ngoài khơi là sự có mặt của Sư tử biển California, Sư tử biển Steller, Hải cẩu cảng. Cá voi xám và Cá heo đôi khi được thấy. Nai Roosevelt là loài động vật có vú lớn dễ bắt gặp nhất tại vườn quốc gia. Chúng từng là loài đứng bên bờ vực tuyệt chủng nhưng đã được bảo vệ và nhân giống thành công, hiên nay tập trung nhiều tại khu vực phía nam sông Klamath. Nhiều loài động vật có vú nhỏ hơn sống trong tán rừng cao. Nhiều loài dơi chẳng hạn như Dơi nâu lớn và Sóc Douglas, Sóc bay phương Bắc dành phần lớn cuộc sống của chúng trên các cành cây.